# Girard II d'Angoulême
Girard II d'Angoulême (ou Gerardus) (né à Blay vers 1060-1er mars 1136) était évêque d'Angoulême depuis 1101 ou 1102, et légat du Saint-Siège en 1107.

## Biographie
Confirmé au diocèse d'Angoulême sous le pontificat d'Honorius II (sans doute par une bulle de 1126), il était considéré, par sa carrière, comme l'un des principaux représentants de l'Église gallicane ; aussi son ralliement à la cause de l'antipape Anaclet II, qui le nomma légat du Saint-Siège, surprit-elle ses contemporains. Le dernier concile qu'il présida comme légat eut lieu entre 1128 et 1130 à Bordeaux.
Quelques  mois  plus  tard, à la suite du concile d’Étampes où Bernard de Clairvaux a, avec l'appui du roi Louis VI, proclamé pape Innocent II, Girard II est déchu de son mandat de légat, sanction confirmée lors du deuxième concile du Latran. En 1139, ses ordinations sont déclarées nulles et sa dépouille est déplacée hors de la cathédrale d'Angoulême.